# ジェフリー・デマン
ジェフリー・デマン（Jeffrey DeMunn, 1947年4月25日 - ）は、アメリカ合衆国ニューヨーク州バッファロー生まれの俳優である。

## 来歴
1947年にニューヨーク州バッファローに生まれる。地元のユニオン大学を卒業後の1970年代にイギリスへ移り、オールド・ヴィック・シアターで演技を学ぶ。帰国後は、ロイヤル・シェイクスピア・カンパニーやオフ・ブロードウェイなどの舞台で活躍。
1978年にテレビドラマで俳優デビューし、1980年にエレン・バースティンの『レザレクション/復活』（原題: Resurrection）で映画デビュー。その後も役者として着々とキャリアを重ねている。
1996年に製作されたテレビ映画『ロシア52人虐殺犯/チカチーロ』では、ロシアに実在し、わずか8年間で52人もの少年少女を殺害した殺人鬼アンドレイ・チカチーロを演じ、CableACE Awardsを受賞した。
1995年には、日米合作で寺尾聰ら出演の『ヒロシマ 原爆投下までの4か月』にも出演し、ロバート・オッペンハイマーを演じた。
ホラー映画・スリラー映画に出演することが多く、フランク・ダラボン監督作品の常連俳優である。ダラボンが脚本を担当した『ブロブ 宇宙からの不明物体』以来、ほとんどの長編作品に出演している。

## 出演作品

### 映画
- レザレクション/復活 Resurrection (1980)
- 魔性の殺人 The First Deadly Sin (1980)
- サンタが殺しにやってくる Christmas Evil (1980)
- ラグタイム Ragtime (1981)
- 女優フランシス Frances (1982)
- バイオ・インフェルノ Warning Sign (1985)
- ヒッチャー The Hitcher (1986)
- ブロブ 宇宙からの不明物体 The Blob (1988)
- 背信の日々 Betrayed (1988)
- ブレイズ Blaze (1989)
- Eyes of an Angel (1991)
- ホーンテッド・ハウス The Haunted (1991)
- ニュージーズ Newsies (1992)
- ショーシャンクの空に The Shawshank Redemption (1994)
- ロシア52人虐殺犯/チカチーロ Citizen X (1995)
- ヒロシマ 原爆投下までの4か月” Hiroshima (1995)
- KILLER/第一級殺人 Killer: A Journal of Murder (1995)
- フェノミナン Phenomenon (1996)
- 乱気流/タービュランス Turbulence (1997)
- ロケットマン RocketMan (1997)
- Harvest (1998)
- Xファイル ザ・ムービー The X Files (1998)
- グリーンマイル The Green Mile (1999)
- マジェスティック The Majestic (2001)
- Swimming Upstream (2002)
- ハリウッドランド Hollywood Land (2006)
- ミスト The Mist (2007)
- バーン・アフター・リーディング Burn After Reading (2008)
- シェルター Shelter (2009)
- アナザー・ハッピー・デイ ふぞろいな家族たち Another Happy Day (2011)
- アダルト・ビギナー Adult Beginners (2014)
- マーシャル 法廷を変えた男 Marshall (2017)
- アマランス The Amaranth (2018)

### テレビドラマ
- ロー&オーダー Law & Order (1993-2008)
- トワイライトゾーン The Twilight Zone (1995)
- 刑事コジャック Kojak: The Price of Justice (1987)
- L.A.ロー 七人の弁護士 L.A. Law (1990)
- 新アウターリミッツ The Outer Limits (1998)
- スティーブン・キングの 悪魔の嵐 Storm of the Century (1999)
- LAW & ORDER:性犯罪特捜班 Law & Order: Special Victims Unit (2000-2001)
- ザ・プラクティス ボストン弁護士ファイル The Practice (2001)
- ER緊急救命室 ER (2002)
- Law & Order: Trial by Jury (2005)
- Empire Falls (2005)
- ウォーキング・デッド The Walking Dead (2010-2012)
デール・ホーヴァス
シーズン1-2：メイン・キャスト
- シカゴ・ファイアー Chicago Fire (2012)
- グッド・ワイフ The Good Wife (2013)
- THE BLACKLIST/ブラックリスト The Blacklist (2015)
- DIVORCE/ディボース Divorce (2016)
- ビリオンズ Billions (2016-2018)

## 日本語吹き替え
大半の作品で佐々木敏が担当している。